# Sezione 377
L'articolo 377 o sezione 377 del codice penale in 42 ex colonie britanniche criminalizza i rapporti omosessuali. La disposizione venne ideata da Thomas Macaulay nel 1838 ed entrò in vigore nel 1860 a opera delle autorità coloniali del Raj britannico inserita nella sezione 377 del codice penale indiano. La legge fu usata come modello per le leggi sulla sodomia in molte altre colonie britanniche, in molti casi con lo stesso numero di sezione.
Questo paragrafo è alla base della sezione 377 e, sebbene l'omosessualità sia compresa nel mondo animale, viene considerata innaturale:
Il divieto di atti omosessuali è previsto nella sezione 377 dei codici penali del Bangladesh, della Birmania, della Giamaica, delle Maldive, della Malesia e del Pakistan. È il modello per leggi simili che rimangono in vigore in: Brunei, Gambia, Ghana, Isole Salomone, Kenya, Kiribati, Malawi, Mauritius, Nigeria, Papua Nuova Guinea, Samoa, Sierra Leone, Somalia, Sri Lanka, Sudan, Tanzania, Tonga, Tuvalu, Uganda e Zambia. Era il modello per le leggi abrogate in passato da: Australia, Bhutan, Botswana, Figi, Hong Kong, Nuova Zelanda e Singapore.